# 柵口温泉
柵口温泉（ませぐちおんせん）は、新潟県糸魚川市の温泉の1つである。

## 温泉地
えちごトキめき鉄道の能生駅の南東9 kmに位置し、新潟県道246号線が付近に通じている。能生川の川筋の山間部に有る温泉で、ちょうど、能生川の支流の1つである湯沢川が合流してくる付近に位置する。また、南南西に有る権現岳や鉾ケ岳を縦走するための登山口に当たる場所でもある。
もともと25℃の湯が沸き出ていた地域であるが、地域おこしと1986年（昭和61年）1月の柵口雪崩災害からの復興を図るため同年より能生町（当時）主導で掘削による本格的な温泉開発が行われた。

### 温泉宿
柵口温泉には、権現荘をはじめとして数軒の旅館が存在する。
これらの中で糸魚川市市営の権現荘は、1988年（昭和63年）3月まで上能生小学校として実際に使用されていた校舎を活用して同年8月にオープンしたもので、言わば、使われなくなった建物の再利用を試みた温泉施設である。その後新館や別館が増築され、2010年頃には旧小学校部分の宿泊は中止となった（後に解体）。2015年7月までは隣接して市営入浴施設「柵口温泉センター」もあった。2017年度より指定管理者による運営となっていた。権現荘に関しては2023年（令和5年）4月からの指定管理者（期間3年）を募集したが応募がなかったため、2023年度から当面は糸魚川市が日帰り温泉のみ直営で運営する方針とした。2023年6月、糸魚川市は地域活性化のため2034年3月末まで継続して営業することを条件に権現荘を民間譲渡する方針を固めた。

### アクセス
えちごトキめき鉄道日本海ひすいラインの能生駅より糸魚川バス「13 能生線」で約20～25分。

## 温泉地周辺
- シャルマン火打スキー場 - 柵口温泉からさらに新潟県道246号線を、山奥へと向かった先に位置する。火打と付くものの、火打山に作られたスキー場ではない。
- グリーンメッセ能生 - スキー場開発と同時期に町主導で整備されたゴルフ場。
- 西飛山ダム - シャルマン火打スキー場よりも、さらに山奥へと進んだ先に作られたダム。火打山は、これよりさらに山奥である。
- 雪崩資料館
- 茶釜滝 - 柵口温泉よりは新潟県道246号線を、海側へ向かった場所で、能生川の支流の1つに有る瀑布の1つ。
- 島道鉱泉 - 能生川の支流の1つである、島道川沿いの鉱泉。